# Gras-Seen
Die Gras-Seen sind ein Naturschutzgebiet auf dem Gebiet der Gemeinde Gottmadingen im baden-württembergischen Landkreis Konstanz in Deutschland. 

## Lage
Das 15,9 Hektar große Gebiet grenzt zwischen der Bahnlinie Schaffhausen-Singen und der Bundesstraße 34 unmittelbar östlich der Gewerbestraße an den Ort und ist seit dem 29. April 1985 als Naturschutzgebiet ausgewiesen. Es liegt im Naturraum 030-Hegau innerhalb der naturräumlichen Haupteinheit 03-Südliches Alpenvorland (Voralpines Hügel- und Moorland).

## Schutzzweck
Wesentlicher Schutzzweck ist die Erhaltung der Gras-Seen als erdgeschichtliches Dokument und als Lebensraum für eine Vielzahl seltener und gefährdeter Tier- und Pflanzenarten. Es handelt sich um zwei abflusslose, nahezu verlandete Seen in einem Toteisloch, einem erdgeschichtlichen Überrest der Würmvereisung. Bei beiden Seen bestehen nur noch geringe Restwasserflächen, die hinter einem breiten Schilfgürtel verborgen sind und große Bedeutung als Laichplätze für Laubfrösche, Springfrösche und Erdkröten haben. 
Ein Eichen-Eschen-Bruchwald und vielfältige Röhrichtbestände mit dem Breitblättrigen Rohrkolben, der Gelben Schwertlilie, seltenen Seggenarten und zum Teil gefährdete Sumpfpflanzen wie das Blutauge oder der Wasserknöterich umgeben die Seen.

## Zusammenhang mit anderen Schutzgebieten
Das Naturschutzgebiet „Gras-Seen“ ist vollständig vom „Landschaftsschutzgebiet Hegau“ umgeben und ist außerdem Teil des 316 Hektar großen FFH-Gebiets „Gottmadinger Eck“ (Nr. 8218-342).